# Rui Coelho
Rui Galvão de Andrada Coelho (São Paulo, 12 de dezembro de 1920 — 1 de abril de 1990) foi um antropólogo, pesquisador e professor universitário brasileiro. 
Coelho se tornou um pesquisador pioneiro na internacionalização das ciências sociais no Brasil, sendo o primeiro antropólogo a fazer pesquisa de campo fora do país. Também foi o primeiro pesquisador a produzir uma pesquisa acadêmica sobre os garífunas em Honduras, o que faria dele um autor obrigatório no país centro-americano a partir dos anos 1980, quando sua tese é publicada lá.

## Biografia
Ruy Galvão nasceu na cidade de São Paulo, em 1920, no seio de uma tradicional família paulistana. Era filho de Carlos de Andrada Coelho e Adelaide Galvão de Andrada Coelho. Iniciou seus estudos no Liceu Rio Branco, em 1927, e os prosseguiu no Colégio Universitário anexo à Faculdade de Filosofia, Ciências e Letras da Universidade de São Paulo (FFCL-USP). Em 1938, matriculou-se no curso de Ciências Jurídicas e Sociais da Faculdade de Direito da Universidade de São Paulo, abandonando-o pouco depois. Ao mesmo tempo, ingressou nos cursos de Filosofia (1939-1941) e Ciências Sociais e Políticas (1939-1942) da recém-inaugurada FFCL.
Em 1941 formou-se pela Universidade de São Paulo em Filosofia e em Ciências Sociais no ano seguinte (à época era possível graduar-se de forma continuada em mais de um curso). Em 1943 cursava a Faculdade de Direito de São Paulo, como seu pai, mas não chegou a finalizar o curso. Em 15 de setembro de 1945, Ruy Coelho embarcou para os Estados Unidos, com bolsas de estudo concedidas pelo Institute of International Education e pela Universidade do Noroeste, para ingressar como aluno no programa de pós-graduação desta universidade em Evanston, Illinois, sob a orientação de Melville Jean Herskovits. Sua intenção, segundo ele próprio esclareceu, de obter “uma formação profissional séria” e “uma carreira”.
Defendeu a tese sobre "Os Caraíbas Negros de Honduras". Durante a pesquisa em Honduras, Rui mantinha um caderno de campo que acabou sendo publicado em livro com o título "Dias em Trujillo: Um Antropólogo Brasileiro em Honduras" editado pela Editora Perspectiva.
Entre 1950 e 1952 foi antropólogo da UNESCO em Paris. Rui continuou na USP até 1971 quando, no auge da ditadura militar no Brasil, uma suspeita de atividades subversivas recaiu sobre ele e sua esposa, Lúcia Maria Salvia Coelho. O casal e seus filhos foram obrigados a se exilar em Aix-en-Provence, no sul da França, onde Coelho integraria, de 1974 a 1977, o Departamento de Estudos Luso-Brasileiros da Universidade de Aix-Marselha.
A família retornou para o Brasil em 1977, acompanhando a retomada das atividades docentes na USP e culminando na posse como diretor da FFLCH em 1982. Seria ainda convidado, em 1984, para dar aulas na Universidade de Coimbra, onde atuaria na criação da licenciatura em Antropologia do Departamento de Ciências da Vida.
Além da vida acadêmica, Rui Coelho participou da Folha da Noite – levado por seu companheiro Lourival Gomes Machado - foi crítico de cinema do Diário de S. Paulo e colaborou na revista Clima, fundada em 1941, a qual já trouxe um excelente ensaio do jovem escritor que acabara de completar vinte anos: "Marcel Proust e o Nosso Tempo".

## Morte
Rui morreu em 1 de abril de 1990, em São Paulo, aos 69 anos.